# 1991 en Algérie
Chronologie de l’Algérie
- 1987
- 1988
- 1989
- 1990
- 1991
- 1992
- 1993
- 1994
- 1995

Cet article présente les faits marquants de l'année 1991 en Algérie ou relatifs à l'Algérie; datation selon le calendrier grégorien.

## Événements
- 6 janvier : à Tamanghasset, signature entre le gouvernement du Mali et les représentants de la rébellion touarègue des accords mettant un terme à la rébellion de 1990-1991.
- Mai 1991 : le FIS décide d'aller en grève pour protester contre le vote d'une nouvelle loi électorale et faire une pression sur le gouvernement de l'époque. Cette grève va cependant entrainer de violentes altercations entre les grévistes, les non-grévistes et les forces de l'ordre dans les grandes villes, notamment l'Alger et l'Oran.
- En début Juin: Les manifestants du FIS occupent encore une fois les principales places publiques de la capitale. L'armée intervient alors et tire sur les émeutiers. On relève une centaine de morts. Instauration de l'État de siège et arrestation de milliers de manifestants islamistes. Le gouvernement Hamrouche démissionne le lendemain.
- 29 novembre : attentat contre une caserne militaire à Guemmar. 3 soldats tués.
- 30 novembre : L'algérie adopte une nouvelle loi pétrolière[1].
- 26 décembre : succès du Front islamique du salut (FIS) au premier tour des élections législatives en Algérie, qui remporte 188 des 430 sièges de l'assemblée nationale. Préparation d'un putsch par les généraux de l'armée.

## Sports

### Basket-ball
- Coupe d'Algérie de basket-ball 1990-1991
- Coupe d'Algérie de basket-ball 1991-1992

### Football
- Équipe d'Algérie de football en 1991
- Coupe de la Ligue d'Algérie de football 1991-1992
- Championnat d'Algérie de football 1990-1991
- Championnat d'Algérie de football 1991-1992
- Championnat d'Algérie de football de deuxième division 1990-1991
- Championnat d'Algérie de football de deuxième division 1991-1992
- Championnat d'Algérie de football de troisième division 1990-1991
- Coupe d'Algérie de football 1990-1991
- Coupe d'Algérie de football 1991-1992
- Saison 1990-1991 du MO Constantine

## Culture
- Cheb, film algéro-français réalisé par Rachid Bouchareb, sorti en 1991.
- De Hollywood à Tamanrasset, film algérien réalisé par Mahmoud Zemmouri, sorti en 1991.

## Naissances en 1991
- Naissance en Algérie en 1991

## Décès en 1991
- Décès en Algérie en 1991